# Pierre-Antoine Baron
Pour les articles homonymes, voir Baron.
Jean-Pierre-Antoine Baron, dit Pierre-Antoine, né le 20 novembre 1788 à La Tour-de-Peilz, mort le 11 septembre 1864 à Lausanne, est un historien, numismate et premier archiviste cantonal dans le canton de Vaud en Suisse.

## Biographie
Baron gravit divers échelons de l’administration cantonale vaudoise. Il commence comme copiste en 1807, puis devient "régistrateur" dès 1808, secrétaire dès 1811, archiviste de la chancellerie dès 1829. Il est en outre chargé dès 1832 de la collection de médailles de la Bibliothèque cantonale vaudoise et porte alors le titre de conservateur des antiquités, puis d’archiviste pour les médailles et les antiquités (1845-1852). La fonction d’archiviste cantonal vaudois est créée décembre 1837 et Baron est le premier à occuper ce poste dès 1838, exerçant cette fonction jusqu’à sa mort.
Il organise véritablement les Archives cantonales, inventoriant entre autres les fonds anciens rendus en 1798 par l’État de Berne. Baron entreprend ainsi le classement de nombreuses séries documentaires et fait revenir de Berne plusieurs lots d'archives, notamment en 1843 et en 1848. Il est membre de la Société d'histoire de la Suisse romande dès 1838 et auteur de divers travaux historiques relatifs au canton de Vaud.

## Fonds d’archives
- Fonds : Correspondance, fiches de contrôle, dépouillement des archives, recherches de Jean-Pierre-Antoine Baron (1839-1850) [Dossier].  Cote : K XIII 73/2/4. Archives cantonales vaudoises (présentation en ligne).

- Fonds : Correspondance et documents rédigés par Jean-Pierre-Antoine Baron (1854-1860) [Dossier].  Cote : K XIII 73/2/5. Archives cantonales vaudoises (présentation en ligne).